# Stobreč
Stobreč je naselje na poluotoku istočno od Splita, danas zapravo njegovo predgrađe s 2.978 stanovnika (2011.). Nalazi se na mjestu antičkog naselja Epetiona, nedaleko od ušća rijeke Žrnovnice u more. 

## Stanovništvo
| broj stanovnika | 197   | 220   | 227   | 277   | 350   | 371   | 362   | 465   | 461   | 509   | 685   | 900   | 2158  | 4708  | 5837  | 2978  | 2879  |
|                 | 1857. | 1869. | 1880. | 1890. | 1900. | 1910. | 1921. | 1931. | 1948. | 1953. | 1961. | 1971. | 1981. | 1991. | 2001. | 2011. | 2021. |

## Gospodarstvo
Gospodarstvo Stobreča kroz povijest većinom se zasnivalo na poljoprivredi, stočarstvu i ribolovu.
Početkom 20. stoljeća talijanske tvrtke financiraju u Stobrečke kave (tupinolomi) koji su bila izvori lapora (tupina) čija eksploatacija traje sve do sredine dvadesetog stoljeća. U tom razdoblju nastaje prostor današnjeg kampa nasipanjem mora na delti Žrnovnice. Sama tupina se izvozi u Italiju gdje služi kao sirovina pri proizvodnji, ali i u domaće tvornice Slonitanskog-Kaštelanskog bazena (Vranjic, Sv. Kajo, K. Sućurac). Nakon Drugog svjetskog rata prenamjenom prostora nastaje današnji stobrečki kamp, a prvi privatni iznajmljivači soba u Stobreču bili su njihovi mještani. Današnju gospodarsku osnovu Stobreča čini turizam i ugostiteljstvo te brojne velike tvrtke registrirane u Stobreču.

## Šport
- nogometni klub Primorac, bivši hrvatski prvoligaš
- Šahovski klub "Epetium" Stobreč

## Spomenici i znamenitosti
- Crkva sv. Lovre
- Povijesna jezgra Stobreča

## Poznati Stobrečani i Stobrečanke
- Velimir Perasović, hrvatski košarkaški reprezentativac i olimpijac
- Alain Blažević, glumac